# 夢見る頃を過ぎても (リンダ・ロンシュタットのアルバム)
『夢見る頃を過ぎても』（原題：We Ran）は、アメリカ合衆国の歌手リンダ・ロンシュタットが1998年に発表したスタジオ・アルバム。

## 背景
1970年代にロンシュタットと共演したバーニー・レドンやワディ・ワクテル、それにトム・ペティ&ザ・ハートブレイカーズのメンバーであるマイク・キャンベル、ベンモント・テンチ、ハウィー・エプスタイン等がレコーディングに参加した。収録曲のうち2曲はジョン・ハイアットのカヴァーで、「夢見る頃を過ぎても」はアルバム『Warming Up to the Ice Age』（1985年）、「氷のようにブルーな気持ち」はアルバム『Slow Turning』（1988年）からの曲である。

## 反響・評価
母国アメリカでは2週Billboard 200入りし、最高160位を記録した。
ジェイムズ・ハンターは1998年6月25日付の『ローリング・ストーン』誌のレビューで5点満点中4点を付け「ロンシュタットはブルース・スプリングスティーン、ドク・ポーマス、ボブ・ディラン等の曲において、これらのソングライター達の親しみやすさ、魅力、自由奔放さに彼女自身の大胆なスタイルを適合させ、情感と技術を融合してみせた」と評している。1998年7月13日付の『ピープル』誌のレビューでは「7月15日に52歳を迎えるベテランの歌手が、カントリーロックのルーツに回帰している」と評されている。Stephen Thomas Erlewineはオールミュージックにおいて5点満点中3点を付け「彼女の声はなおも力強く、驚くほど元気で、選曲に関しても意外性はないが納得はいく。一部の曲は些か特徴に欠けており、他にもディランの"Just Like Tom Thumb's Blues"のように、彼女の洗練された表現に似つかわしくない曲もあるが、アルバムの大部分は実に楽しめる」と評している。また、『CDジャーナル』のミニ・レビューでは「黄金時代のリンダの妖艶な魅力が戻って、ゾクゾクとさせてくれる」と評されている。

## 収録曲
1. 夢見る頃を過ぎても - "When We Ran" (John Hiatt) - 5:08
2. イフ・アイ・シュッド・フォール・ビハインド - "If I Should Fall Behind" (Bruce Springsteen) - 4:06
3. 理由（わけ）を教えて - "Give Me a Reason" (Marion Hall) - 3:58
4. ルーラー・オブ・マイ・ハート - "Ruler of My Heart" (Naomi Neville) - 3:37
5. 親指トムのブルースのように - "Just Like Tom Thumb's Blues" (Bob Dylan) - 7:48
6. 涙が渇くまで泣いて - "Cry 'Til My Tears Run Dry" (Scott Fagan, Doc Pomus, Mort Shuman) - 4:01
7. 悲しみの果てに - "I Go to Pieces" (Troy Newman, Waddy Wachtel) - 3:46
8. ハートブレイク・カインド - "Heartbreak Kind" (Paul Kennerley, Marty Stuart) - 3:31
9. ダメージ - "Damage" (W. Wachtel) - 3:19
10. 氷のようにブルーな気持ち - "Icy Blue Heart" (J. Hiatt) - 4:57
11. サン・ホアキーンの夢 - "Dreams of the San Joaquin" (Jack Wesley Routh, Randy Sharp) - 5:15

## 参加ミュージシャン
- リンダ・ロンシュタット - ボーカル
- マイク・キャンベル - ギター(on #1, #5, #10)、12弦ギター(on #2, #11)、アコースティック・ギター(#8)、マンドリン(on #11)
- ワディ・ワクテル - ギター(on #1, #3, #7, #9)
- アンディ・フェアウェザー・ロウ - ギター(on #1, #8)、アコースティック・ギター(on #2, #11)、バリトン・ギター(on #5)
- バーニー・レドン - アコースティック・ギター(on #1, #2, #10, #11)、マンドセロ(on #5)、ギター(on #8)、バックグラウンド・ボーカル(on #8, #10)
- ブライアン・ストルツ - ギター(on #4)
- フレッド・タケット（英語版） - ギター(on #6)
- ディーン・パークス - ギター(on #7)
- イーサン・ジョンズ - マンドリン(on #3)、ウクレレ(on #3)、ドラムス(on #8)、ギター(on #10)、アコースティック・ギター(on #10)、スライドギター(on #10)
- ベンモント・テンチ（英語版） - ハモンドオルガン(on #1, #2, #3, #5, #8, #10, #11)、ピアノ(on #1)
- ジム・コックス - ハモンドオルガン(on #9)、ピアノ(on #9)
- ドン・グロルニック - キーボード(on #4)
- ジョン・ギルティン - オルガン(on #4)、キーボード(on #6)
- ロビー・ブキャナン - シンセサイザー(on #7)
- ボブ・グラウブ - ベース(on #1, #2, #6, #7, #11)
- ジェームス・ハチンソン - ベース(on #3, #10)
- ダリル・ジョンソン - ベース(on #4)
- ハウィー・エプスタイン - ベース(on #5, #8)
- リーランド・スカラー - ベース(on #9)
- カルロス・ヴェガ - ドラムス(on #1, #4, #5, #9, #11)、パーカッション(on #2)
- ジム・ケルトナー - ドラムス(on #3, #10)
- ラス・カンケル - ドラムス(on #6)、パーカッション(on #7)
- マイケル・レノン - タンブリン(on #9)、バックグラウンド・ボーカル(on #7, #9)
- プラス・ジョンソン（英語版） - サクソフォーン(on #4, #6)
- マレーナ・ジーター - バックグラウンド・ボーカル(on #3, #4, #6)
- アレクサンドラ・ブラウン - バックグラウンド・ボーカル(on #3, #4, #6)
- モートネット・ジェンキンス - バックグラウンド・ボーカル(on #3, #4, #6)
- マーク・レノン - バックグラウンド・ボーカル(on #7, #9)
- キップ・レノン - バックグラウンド・ボーカル(on #7, #9)
- マイケル・ロンシュタット - バックグラウンド・ボーカル(on #10, #11)
- ジョン・ロンシュタット - バックグラウンド・ボーカル(on #11)
- ウィリアム・ロンシュタット - バックグラウンド・ボーカル(on #11)
- メリンダ・ロンシュタット - バックグラウンド・ボーカル(on #11)
- ピーター・ロンシュタット - バックグラウンド・ボーカル(on #11)
- スージー・ロンシュタット - バックグラウンド・ボーカル(on #11)